# Preußen Hochlarmark
Preußen Hochlarmark (offiziell: Sportclub Preußen Hochlarmark e. V.) war ein Sportverein aus dem Recklinghäuser Stadtteil Hochlarmark. Die erste Fußballmannschaft spielte sechs Jahre in der höchsten westfälischen Amateurliga.

## Geschichte
Der Verein wurde am 15. Oktober 1911 gegründet. 1947 gelang der Aufstieg in die Bezirksklasse, wo die Mannschaft auf Anhieb Vizemeister hinter der SpVgg Herten wurde. Im Jahre 1951 wurden die Preußen Meister und stiegen in die 2. Landesliga Westfalen auf. Nach der Auflösung dieser Spielklasse ein Jahr später erreichte der Verein die seinerzeit drittklassige Landesliga Westfalen. Aus dieser stiegen die Preußen als Tabellenletzter gleich wieder ab. 1955 wurde die Mannschaft erneut Bezirksligameister, durfte aber wegen versuchter Bestechung gegnerischer Mannschaften nicht aufsteigen. Erst fünf Jahre später gelang der Aufstieg in die nunmehr viertklassige Landesliga. Dort sorgten die Preußen für Furore und beendeten die Saison punktgleich mit der Ibbenbürener Spvg. 
Es wurden Entscheidungsspiele um die Meisterschaft angesetzt. Die Ibbenbürener konnten das Hinspiel auf eigenem Platz mit 3:2 gewinnen, während die Preußen im Rückspiel nicht über 1:1 hinauskamen. In der folgenden Saison 1961/62 gelang schließlich als Meister vor Preußen Borghorst der Aufstieg in die Verbandsliga, aus der die Preußen als Drittletzter wieder absteigen mussten. Zurück in der Landesliga kämpfte die Mannschaft zunächst gegen den Abstieg, der jedes Mal nur knapp vermieden werden konnte. 1967 wurden die Preußen Landesligameister vor den Sportfreunden Gladbeck und kehrten in die Verbandsliga zurück. Im Gegensatz zur Saison 1962/63 wurde der Verein in die Gruppe 2 eingruppiert und traf auf Vereine aus dem Süden Westfalens. Die Mannschaft kämpfte zumeist gegen den Abstieg und erreichte in der Saison 1968/69 den fünften Platz. 
1972 fusionierte Preußen Hochlarmark mit Union Recklinghausen und Wacker Recklinghausen zu Eintracht Recklinghausen. Die Eintracht wiederum fusionierte 1981 mit dem SC Recklinghausen zum 1. FC Recklinghausen, der 1996 aus finanziellen Gründen aufgelöst wurde. Als Nachfolgeverein wurde der FC 96 Recklinghausen gegründet.

## Nachfolgevereine
Im Jahre 1983 wurde der SC Preußen Hochlarmark neu gegründet. Sportlich konnte der neue Verein bereits im Jahre 1992 in die Kreisliga A aufsteigen und verpasste nach einer Entscheidungsspielniederlage gegen die zweite Mannschaft der SpVgg Erkenschwick den Durchmarsch in die Bezirksliga. In der folgenden Saison 1993/94 gelang dann der Sprung in die Bezirksliga, wo die Mannschaft 1996 Vierter wurde. Die Fußballabteilung wurde im Jahre 1998 als 1. FC Preußen Hochlarmark ausgegliedert. Gleich in der ersten Saison als eigenständiger Verein gelang der Aufstieg in die Landesliga, wo die Preußen in der Aufstiegssaison 1999/2000 auf Anhieb Dritte wurden. In der folgenden Saison 2000/01 stieg die Mannschaft wieder in die Bezirksliga ab. 
Zurück in der Bezirksliga wurden die Preußen 2003, 2007 und 2010 jeweils Vizemeister hinter der DJK Germania Gladbeck, dem SV Dorsten-Hardt bzw. dem TuS Haltern. Im Jahre 2003 ermittelten die Vizemeister einen weiteren Aufsteiger in die Landesliga. Hier scheiterten die Preußen jedoch bereits in der ersten Runde an Eintracht Gelsenkirchen. Im Januar 2011 musste der Verein seine Mannschaft aus finanziellen Gründen aus der laufenden Bezirksligasaison zurückziehen. In der Saison 2011/12 gelang der direkte Wiederaufstieg, bevor es 2014 wieder runter in die Kreisliga A und ein Jahr später runter in die Kreisliga B ging. 2024 stiegen die Preußen in die Kreisliga C ab.

## Persönlichkeiten
- Otto Schweisfurth